# 500 Selinur
500 Selinur
500 Selinur là một tiểu hành tinh bay quanh Mặt Trời.